# Melbournská krvavá lázeň
Melbournská krvavá lázeň se přezdívá zápasu vodního póla mezi Maďarskem a SSSR, který se odehrál 6. prosince 1956 v rámci letních olympijských her v Melbourne

## Pozadí
4. listopadu 1956 Sovětský svaz vojensky zasáhl proti maďarské revoluci, která vypukla o 12 dní dříve. Maďarští vodní pólisté v té době byli na soustředění ve Visegrádských horách, kde bylo slyšet střelbu a vidět kouř z hořících budov v Budapešti. Dřív než hráči mohli zjistit co se vlastně děje, byli odesláni přes Československo do dějiště 16. letních olympijských her v Melbourne. O sovětské okupaci Maďarska se dozvěděli až v průběhu cesty a obhajoba olympijského zlata z Helsinek 1952 pro maďarské vodní pólisty nabrala významu boje za čest svého národa.

## Průběh turnaje před zápasem Maďarsko – SSSR
10 účastníků olympijského turnaje ve vodním pólu bylo rozděleno do 3 skupin, z nichž byly 2 tříčlenné a 1 čtyřčlenná, ve kterých se hrálo jednokolově systémem každý s každým. Z každé skupiny postupovaly týmy na 1. a 2. místě do šestičlenné finálové skupiny, ve které se opět hrálo jednokolově systémem každý s každým a vzájemný zápas ze základní skupiny se započítával i do skupiny finálové. Maďarští vodní pólisté svoji základní skupinu vyhráli, když zvítězili 6:1 nad Velkou Británií a 6:2 nad USA, do finálové skupiny se jim počítala výhra nad USA. Vodní pólisté SSSR postoupili do finálové skupiny ze 2. místa v základní skupině, když nejdříve podlehli Jugoslávii 2:3, poté porazili Rumunsko 4:3 a domácí Austrálii 3:0, do finálové skupiny se jim počítala prohra s Jugoslávií. Ve finálové skupině vodní pólisté SSSR zvítězili 3:2 nad Itálií a 3:1 nad USA; maďarští vodní pólisté zvítězili zase 4:0 nad Itálií a 4:0 nad Německem. Před zápasem Maďarsko – SSSR tedy finálovou skupinu olympijského turnaje vedlo Maďarsko s jednobodovým náskokem před Jugoslávií a dvoubodovým náskokem před SSSR.

## Zápas Maďarsko – SSSR
Zápasu přihlíželo 5 500 diváků, mezi kterými bylo několik stovek maďarských emigrantů, kteří mávali vlajkami s vystřiženým Rákosiho znakem a hnali maďarské hráče dopředu pokřikem „Hajrá Magyarok“ (Pojďme Maďaři). Před zápasem se maďarští emigranti v hledišti otočili zády, když nastoupil tým SSSR a potleskem přehlušili Sovětskou hymnu. Skóre zápasu otevřel maďarský kapitán Dezső Gyarmati. Hráči SSSR odpověděli  hodně silným přitvrzením hry. Minutu před koncem zápasu za stavu 4:0 pro Maďarsko udeřil sovětský hráč Valentin Prokopov střelce 2 maďarských branek Ervina Zádora do oka a způsobil mu tím krvavé zranění pod okem. To způsobilo, že rozzlobení diváci seběhli z hlediště na prostranství u bazénu a začali hrozit pěstmi, nadávat a plivat na hráče SSSR. Rozhodčí ukončili předčasně zápas a musela být povolána policie, která utvořila kordon, jímž hráči SSSR bezpečně proklouzli do šatny. Obrázky zraněného Ervina Zádora obletěly celý svět a daly vzniknout označení Melbournská krvavá lázeň, i když tvrzení, že voda v bazénu skutečně zčervenala, bylo přehnané. Na ošetřovně byla Zádorovi 13 stehy sešita tržná rána pod okem a k dalšímu zápasu proti Jugoslávii pro silný otok oka nenastoupil. Stav 4:0 pro Maďarsko z okamžiku, kdy byl zápas se SSSR předčasně ukončen, byl zápasu ponechán jako konečný výsledek. Maďaři tak již měli zajištěné minimálně stříbrné medaile a ke zlatu jim již stačilo pouze neprohrát v posledním zápase s Jugoslávií.

## Další průběh turnaje
Ještě v ten samý den ve večerním zápase zvítězila Jugoslávie nad Itálií 2:1 a udržela si tak jednobodovou ztrátu na Maďarsko a navýšila svůj náskok před SSSR na již nedostižné 3 body. Druhý den 7. prosince 1956 odpoledne zvítězili hráči SSSR nad Německem 6:4, čímž si zajistili bronzové medaile a ve večerním zápase zvítězilo Maďarsko nad Jugoslávií 2:1 a obhájilo tak zlaté olympijské medaile z Helsinek. Po olympiádě v Melbourne většina maďarských sportovců včetně Ervina Zádora emigrovala.